# Amer Abdulrahman
Amer Abdulrahman Abdulla Husain Al-Hammadi (arab. عامر عبد الرحمن, ur. 3 lipca 1989 w Abu Zabi) – emiracki piłkarz, występujący na pozycji pomocnika w drużynie Al-Ain.

## Kariera piłkarska
Amer Abdulrahman jest wychowankiem klubu Baniyas SC. W 2009 pojechał z reprezentacją kraju do lat 20 na Mistrzostwa Świata U-20, gdzie dotarli do ćwierćfinału. W listopadzie tego samego roku zadebiutował w reprezentacji Zjednoczonych Emiratów Arabskich. W 2010 roku został srebrnym medalistą Igrzysk Azjatyckich. W 2011 roku został powołany do kadry na Puchar Azji rozgrywany w Katarze. Jego drużyna zajęła ostatnie miejsce w grupie i nie awansowała do dalszej fazy. Podczas turnieju piłkarskiego na Letnich Igrzyskach Olimpijskich 2012 rozegrał wszystkie trzy mecze grupowe. W 2015 roku po raz kolejny znalazł się w kadrze ZEA na Puchar Azji. Na turnieju rozgrywanym w Australii wraz z kolegami zajął trzecie miejsce. Przed rozpoczęciem sezonu 2016/2017 przeniósł się do drużyny Al-Ain FC. W drugim sezonie w nowych barwach po raz pierwszy w karierze został mistrzem kraju. W 2019 roku został powołany do kadry na Puchar Azji.